# Kiebingen
Kiebingen est un quartier de la ville de Rottenburg am Neckar située en République fédérale d'Allemagne dans le Land du Bade-Wurtemberg, dans l'arrondissement de Tübingen.

## Géographie
Kiebingen est située trois kilomètres au est de Rottenburg et huit kilomètres au sud-ouest de Tübingen, à droite de la rivière Neckar.

### Expansion
Le territoire communal de village comporte 518 hectares. 60,1 % de ce territoire sont superficie agricole, 21,7 % superficie sylvicole, 14,7 % superficie de lotissement et trafic, 2,7 % plan d'eau et 0,8 % autre.

### Endroits voisins
Les endroits suivantes confinent à Kiebingen. Ils ont appelé dans le sens des aiguilles d'une montre et on commence du nord: Wurmlingen, Hirschau, Bühl et Rottenburg. Tous les villages sont situées dans l'arrondissement de Tübingen. Hirschau et Bühl sont quartiers de la ville de Tübingen.

## Population
Kiebingen a une population de 2007 gens (situation au 31 janvier 2008). Pour que Kiebingen est le faubourg tiers grands de Rottenburg. La densité de population est 387 habitants par km2.

### Religions
Les gens de Kiebingen sont catholique romain en majorité.

## Politique

### Jumelage
- Lion-sur-mer (France) depuis 1988